# Stanis Ruinas
Stanis Ruinas, pseudonimo di Giovanni Antonio De Rosas (Usini, 11 febbraio 1899 – Roma, 21 gennaio 1984), è stato un giornalista e scrittore italiano.

## Biografia
Di estrazione popolare e con simpatie giovanili per i «fasci anarchici individualisti», dopo gli esordi a L'Unione Sarda nel 1922, si trasferì agli inizi degli anni venti a Roma, dove nel dicembre 1924 aderì al fascismo e adottò lo pseudonimo con cui svolse la sua carriera. Fino al 1929 lavorò come redattore al quotidiano romano L'Impero, giornale del fascismo intransigente, fondato e diretto dai due giornalisti e scrittori futuristi Mario Carli ed Emilio Settimelli.
Dopo la prima chiusura del L'Impero, nel febbraio 1930 fu incaricato della direzione de Il Popolo Apuano, organo settimanale del Partito Nazionale Fascista (PNF) di Massa Carrara. Impostò un «giornale di battaglia» (sua stessa definizione), imperniato sulla propaganda dello «stile fascista», secondo la linea del PNF allora guidato da Augusto Turati. Sotto la sua direzione, Il Popolo Apuano condusse campagne di stampa verso le banche, i commercianti, la stampa locale. Assai aggressiva fu quella contro gli industriali elettrici, mentre verso gli industriali del marmo locali fu condotta una campagna di moral suasion, secondo le direttive di governo e partito. Lasciò la direzione del giornale nell'ottobre dello stesso anno, dopo una sospensione dal partito in seguito a un duello con un locale industriale del marmo, ma egli stesso aveva già chiesto il trasferimento per l'incompatibilità tra il suo fascismo «rivoluzionario» e quello «conservatore» del PNF locale.
Rientrò a Roma a L'Impero d'Italia diretto da Emilio Settimelli. Scontata la sospensione, fu nominato nel maggio 1931 direttore del Corriere Emiliano, quotidiano della federazione del PNF di Parma, dove rimase fino al 1933, quando fu allontanato, secondo fonti del dopoguerra, per essersi «intrufolato» in questioni riguardanti l'Oltretorrente (quartiere popolare di Parma di tradizione antifascista).
I suoi rapporti con il regime rimasero tormentati. In seguito fu radiato per «indisciplina e scarsa fede». Si riconciliò con il regime con la pubblicazione del libro Viaggio per le città di Mussolini, vincitore del premio Sabaudia nel 1939, e fu riammesso nel partito nello stesso anno con anzianità 1933.  Negli anni trenta collaborò con vari giornali, tra cui Il Resto del Carlino e il periodico satirico Il Riccio di Settimelli. Fu inviato di guerra in Spagna e in Etiopia e durante la guerra fu in Libia nel 1940, in Germania nel 1941.
Dopo l'8 settembre 1943 aderì alla Repubblica Sociale Italiana e si trasferì al Nord, a Venezia, come capo della segreteria particolare di Vincenzo Lai, amico e corregionale, commissario della Banca Nazionale del Lavoro.
Alla fine della guerra fu arrestato nel maggio del 1945 ma prosciolto in istruttoria. 

### Nel dopoguerra
Nel dopoguerra riprese l'attività di giornalista e scrittore e fondò la rivista Il Pensiero Nazionale, organo di un piccolo movimento di fascisti di sinistra  su posizioni antiborghesi, anticapitaliste e antioccidentali. 
La rivista ottenne per alcuni anni finanziamenti dal Partito Comunista Italiano che tentava il recupero di gruppi della sinistra fascista. Nel 1950 finì per quaranta giorni a Regina Coeli per «istigazione alla rivolta armata contro i poteri costituiti»: in alcuni articoli aveva invitato il PCI alla ribellione, con gli ex fascisti saloini, contro il governo De Gasperi. Fu prosciolto in istruttoria per non aver commesso il fatto. La collaborazione con il PCI finì agli inizi degli anni cinquanta, per il rifiuto di Ruinas e degli altri esponenti dei Circoli Pensiero Nazionale di abiurare il fascismo, da essi interpretato in senso rivoluzionario. 
Il Pensiero Nazionale cessò le pubblicazioni nel 1977.
Continuò fino a tarda età l'attività di scrittore, che gli valse il premio Usini nel 1980.     

## Opere
- Per gli usinesi caduti nella grande guerra. Discorso commemorativo, Sassari, Satta, 1923.
- Figure del fascismo sardo, Roma, Cremonese, 1925 (seconda edizione 1928).
- I deputati sardi aventiniani alla sbarra, premessa della prof. Teresa Labriola, Roma, Editoriale romano, 1925.
- La Sardegna e i suoi scrittori, Foligno, Campitelli, 1927.
- Scrittrici e scribacchine d'oggi, prefazione-stroncatura di Arnaldo Frateili, Roma, Accademia, 1930.
- Volontà in marcia, prefazione di Emilio Settimelli, Roma, Pinciana, 1930.
- Appunti sul problema della stampa fascista. Funzione dei giornali e dei direttori di giornali di provincia, Roma, Cremonese, 1932.
- La montagna. Romanzo, Milano, Rizzoli, 1936.
- Viaggio per le città di Mussolini, Milano, Bompiani, 1939.
- Vecchia e nuova Spagna, Milano, Garzanti, 1940.
- Lettere a un rivoluzionario, Venezia, Edizioni popolari, 1945.
- Pioggia sulla Repubblica, Roma, Corso, 1946 (terza edizione ampliata 1979).
- Ursinia, Roma, Corso, 1950.
- Gente di bottega, Roma, Corso, 1957.
- L'isola degli ultimi uomini, Roma, Corso, 1982.